# Monaco ai Giochi olimpici
Monaco ha partecipato ai Giochi olimpici per la prima volta nel 1920, e ha partecipato da allora alla maggior parte dei Giochi estivi. La prima partecipazione nelle edizioni invernali è invece del 1984.
I suoi atleti non hanno mai vinto medaglie.
Il Comitato Olimpico Monegasco, fondato nel 1907, è stato ammesso al CIO nel 1953.